# Tetrasul
Tetrasul ist eine chemische Verbindung aus der Gruppe der Thioether und Diphenyle.

## Gewinnung und Darstellung
Tetrasul kann durch Veretherung von 2,4,5-Trichlorthiophenol mit p-Chlornitrobenzol und Natriumhydroxid in einer Williamson-Ethersynthese, anschließenden Reduktion mit Eisen, Umsetzung mit Salpetriger Säure und Kupfer(I)-chlorid in einer Sandmeyer-Reaktion hergestellt werden.

## Eigenschaften
Tetrasul ist ein weißer Feststoff, der praktisch unlöslich in Wasser ist.

## Verwendung
Tetrasul wurde als Akarizid bei Gurken und Tomaten verwendet.

## Zulassung
In der Europäischen Union ist Tetrasul mit der Verordnung (EG) Nr. 2076/2002 vom 20. November 2002 nicht in den Anhang I der Richtlinie 91/414/EWG aufgenommen worden. Daher dürfen in den Staaten der EU keine Pflanzenschutzmittel zugelassen werden, die Tetrasul enthalten.
In Deutschland, Österreich und der Schweiz sind keine Pflanzenschutzmittel mit diesem Wirkstoff zugelassen.